# لجند انترتینمنت
لجند اینترتینمنت (انگلیسی: Legend Entertainment) شرکت بازی ویدئویی آمریکایی است، که در سال ۱۹۸۹ تأسیس شد.